# Diaphonie inductive
Dans le domaine de la compatibilité électromagnétique (CEM), la diaphonie inductive est le phénomène qui se passe entre deux câbles non raccordés entre eux.
- Le coupable, parcouru par un courant {\displaystyle di/dt}
- La victime, qui subit alors la tension {\displaystyle (M*di)/dt}

M étant le coefficient d'inductance mutuelle entre ces deux câbles.
Par exemple, le coupable peut être un câble de réseau électrique BTA 400V, la victime les câbles de télécommunication, tous deux présents dans la même tranchée.